# The Loveless
The Loveless é um filme de drama estadunidense de 1982 escrito e dirigido por Kathryn Bigelow e Monty Montgomery. É um filme independente e estrelado por Willem Dafoe e músico Robert Gordon, que também fez a música para o filme. Ele conta a história de uma gangue de motoqueiros que causa problemas em uma pequena cidade do sul.

## Recepção
O filme tem uma classificação de 89% no Rotten Tomatoes baseado em 9 opiniões dos críticos.